# Грибанов, Сергей Сергеевич
Сергей Сергеевич Грибанов (род. 2 января 1986, Липецк) — российский хоккеист, нападающий. Тренер.

## Биография
Воспитанник липецкого хоккея. В первенстве России дебютировал в сезоне 2002/03 первой лиги во второй команде ХК «Липецк». В сезоне 2004/05 играл за «Тамбов» и «Энергию» Кемерово. Сезон 2005/06 провёл в системе петербургского СКА, сыграл два матча в Суперлиге, один — за «СКА-2» и 44 — за «Спартак». В июле 2006 был выставлен на трансфер, следующий сезон отыграл в ЦСК ВВС Самара. В сезоне 2007/08 выступал за команды Суперлиги ХК МВД и «Витязь» Чехов. Сезон 2008/09 провёл в пензенском «Дизеле». В сезоне 2009/10 играл за «Нефтяник» Альметьевск, белорусский «Металлург» Жлобин,
«Рысь» и с конца декабря по конец марта — в «Металлурге» Новокузнецк. Выступал за команды ВХЛ «Ермак» Ангарск и «Ариада-Акпарс» Волжск (2010/11), «Спутник» Нижний Тагил (2012/13, 2013/14), «Ижсталь» Ижевск (2013/14), «Казцинк-Торпедо» Усть-Каменогорск (2013/14), «Кристалл» Саратов (2015/16), «Дизель» (2016/17).
Играл в чемпионате Белоруссии за «Неман» Гродно и ХК «Лида» (2011/12) и «Металлург» Жлобин (2014/15), в чемпионате Украины за «Беркут» Киев (2011/12).
Летом 2013 был на просмотре в «Адмирале», перед сезоном 2015/16 подписал контракт с «Бураном», но не провёл ни одного матча.
В сезоне 2020/21 — тренер в спортивной школе Липецка, с сезона 2022/23 — тренер в команде 2012 года рождения ХК «Липецк».